# 狄恩·戴夫林
狄恩·戴夫林（英語：Dean Devlin，1962年8月27日—）是一名美國男編劇、製片人和導演以及演員，兼任製片公司Electric Entertainment的創始人。戴夫林多次與德國籍導演羅蘭·艾默瑞奇合作，包括《再造战士》（1992年）、《星際之門》（1994年）、《天煞-地球反擊戰》（1996年）、《酷斯拉》（1998年）和《ID4星際重生》（2016年）。

## 早期生活
狄恩·戴夫林出生於紐約市。他的母親是演員皮拉爾·蘇拉特，父親則是編劇、演員兼製片人的唐·戴夫林。他的父親是猶太人，母親是菲律賓人。

## 個人生活
戴夫林於2003年與演員莉莎·布瑞納結婚。

## 外部連結
- 狄恩·戴夫林在互联网电影资料库（IMDb）上的資料（英文）